# Porte-du-Quercy
Porte-du-Quercy is een gemeente in het Franse departement Lot (regio Occitanie). De plaats maakt deel uit van het arrondissement Cahors. Porte-du-Quercy is op 1 januari 2019 ontstaan door de fusie van de gemeenten Le Boulvé, Fargues, Saint-Matré en Saux. De gemeente telde 534 inwoners op 1 januari 2022.

## Geografie
De oppervlakte van Porte-du-Quercy bedroeg op 1 januari 2022 49,02 vierkante kilometer; de bevolkingsdichtheid was toen 10,9 inwoners per km².

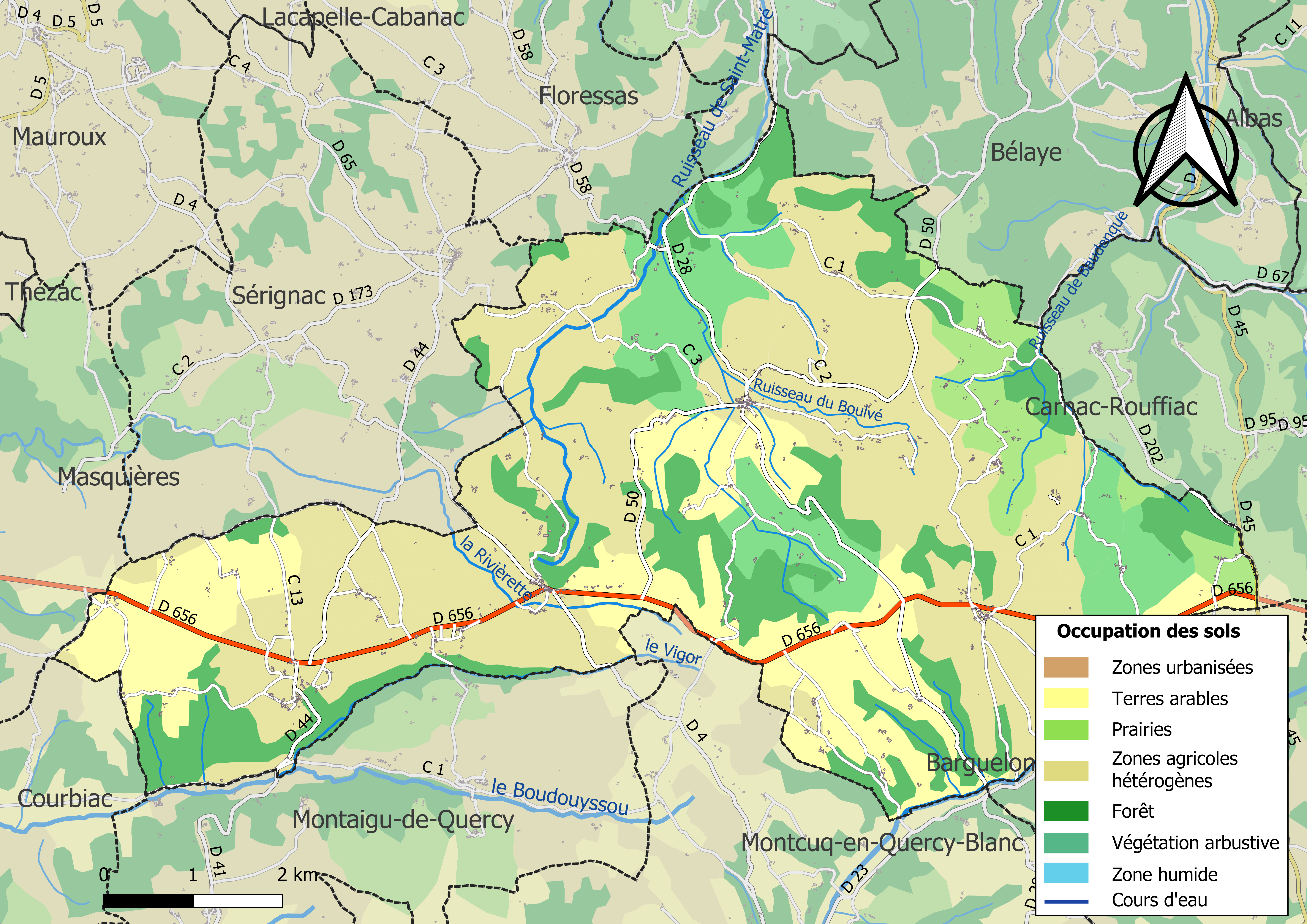
Kaart van de gemeente met de belangrijkste infrastructuur, bodemgebruik en omliggende gemeenten

## Demografie
Onderstaande figuur toont het verloop van het inwonertal (bron: INSEE-tellingen).
1. 1 2  Populations de référence 2022.